# Premi Laurence Olivier al Millor Musical
El Premi Laurence Olivier al Millor Musical és un premi atorgat anualment per la Society of London Theatre en reconeixement dels èxits al teatre musical comercial britànic. Van ser establerts com els Premis de la Society of West End Theatre el 1976, i rebatejats el 1984 en honor de l'actor britànic Lord Olivier

## Premis i nominacions

### 1970s
| Any                  | Musical                                       | Llibret                                       | Música                                        | Lletres                             |
| 1976                 |                                               |                                               |                                               |                                     |
| -------------------- | --------------------------------------------- | --------------------------------------------- | --------------------------------------------- | ----------------------------------- |
| 1976                 | A Chorus Line                                 | James Kirkwood i Nicholas Dante               | Marvin Hamlisch                               | Edward Kleban                       |
| 1976                 | Ipi Tombi                                     | Bertha Egnos                                  | Bertha Egnos                                  | Gail Lakier                         |
| 1976                 | Side by Side by Sondheim                      | Ned Sherrin                                   | Diversos artistes                             | Stephen Sondheim                    |
| 1976                 | Very Good Eddie                               | Philip Bartholomae and Guy Bolton             | Jerome Kern                                   | Schuyler Green and Herbert Reynolds |
| 1977                 |                                               |                                               |                                               |                                     |
| The Comedy of Errors | Trevor Nunn                                   | Guy Woolfenden                                | Trevor Nunn                                   |                                     |
| Bubbling Brown Sugar | Loften Mitchell                               | Eubie Blake                                   | Eubie Blake                                   |                                     |
| I Love My Wife       | Michael Stewart                               | Cy Coleman                                    | Michael Stewart                               |                                     |
| Something's Afoot    | James MacDonald, Davis Vos and Robert Gerlach | James MacDonald, Davis Vos and Robert Gerlach | James MacDonald, Davis Vos and Robert Gerlach |                                     |
| 1978                 |                                               |                                               |                                               |                                     |
| Evita                | Tim Rice                                      | Andrew Lloyd Webber                           | Tim Rice                                      |                                     |
| Annie                | Thomas Meehan                                 | Charles Strouse                               | Martin Charnin                                |                                     |
| Elvis                | Jack Good i Ray Cooney                        | Diversos artistes                             | Diversos artistes                             |                                     |
| 1979                 |                                               |                                               |                                               |                                     |
| Songbook             | Monty Norman i Julian More                    | Monty Norman                                  | Monty Norman i Julian More                    |                                     |
| Ain't Misbehavin'    | Murray Horwitz i Richard Maltby               | Fats Waller                                   | Diversos artistes                             |                                     |
| Bar Mitzvah Boy      | Jack Rosenthal                                | Jule Styne                                    | Don Black                                     |                                     |
| Chicago              | Fred Ebb i Bob Fosse                          | John Kander                                   | Fred Ebb                                      |                                     |

### 1980s
| Any                                 | Musical                                            | Llibret                         | Música                             | Lletres                     |
| 1980                                |                                                    |                                 |                                    |                             |
| ----------------------------------- | -------------------------------------------------- | ------------------------------- | ---------------------------------- | --------------------------- |
| 1980                                | Sweeney Todd                                       | Hugh Wheeler                    | Stephen Sondheim                   | Stephen Sondheim            |
| 1980                                | They're Playing Our Song                           | Neil Simon                      | Marvin Hamlisch                    | Carole Bayer Sager          |
| 1980                                | Tom Foolery                                        | Cameron Mackintosh              | Tom Lehrer                         | Tom Lehrer                  |
| 1980                                | On the Twentieth Century                           | Betty Comden i Adolph Green     | Cy Coleman                         | Betty Comden i Adolph Green |
| 1981                                |                                                    |                                 |                                    |                             |
| Cats                                | Trevor Nunn                                        | Andrew Lloyd Webber             | T. S. Eliot                        |                             |
| Barnum                              | Mark Bramble                                       | Cy Coleman                      | Michael Stewart                    |                             |
| One Mo' Time                        | Vernel Bagneris                                    | Diversos artistes               | Diversos artistes                  |                             |
| The Best Little Whorehouse in Texas | Larry L. King i Peter Masterson                    | Carol Hall                      | Carol Hall                         |                             |
| 1982                                |                                                    |                                 |                                    |                             |
| Poppy                               | Peter Nichols                                      | Monty Norman                    | Peter Nichols                      |                             |
| Andy Capp                           | Trevor Peacock                                     | Alan Price                      | Trevor Peacock i Alan Price        |                             |
| Underneath the Arches               | Patrick Garland, Brian Glanville i Roy Hudd        | Diversos artistes               | Diversos artistes                  |                             |
| Windy City                          | Dick Vosburgh                                      | Tony Macaulay                   | Dick Vosburgh                      |                             |
| 1983                                |                                                    |                                 |                                    |                             |
| Blood Brothers                      | Willy Russell                                      | Willy Russell                   | Willy Russell                      |                             |
| Bashville                           | Benny Green i David William                        | Denis King                      | Benny Green                        |                             |
| Little Shop of Horrors              | Howard Ashman                                      | Alan Menken                     | Howard Ashman                      |                             |
| Snoopy                              | Warren Lockhart, Arthur Whitelaw and Michael Grace | Larry Grossman                  | Hal Hackady                        |                             |
| 1984                                |                                                    |                                 |                                    |                             |
| 42nd Street                         | Michael Stewart i Mark Bramble                     | Harry Warren                    | Al Dubin                           |                             |
| The Hired Man                       | Melvyn Bragg                                       | Howard Goodall                  | Howard Goodall                     |                             |
| Pump Boys and Dinettes              | Diversos artistes                                  | Diversos artistes               | Diversos artistes                  |                             |
| Starlight Express                   | Trevor Nunn                                        | Andrew Lloyd Webber             | Richard Stilgoe                    |                             |
| 1985                                |                                                    |                                 |                                    |                             |
| Me and My Girl                      | L. Arthur Rose and Douglas Furber                  | Noel Gay                        | L. Arthur Rose and Douglas Furber  |                             |
| Les Misérables                      | Alain Boublil i Claude-Michel Schönberg            | Claude-Michel Schönberg         | Alain Boublil i Herbert Kretzmer   |                             |
| 1986                                |                                                    |                                 |                                    |                             |
| The Phantom of the Opera            | Andrew Lloyd Webber i Richard Stilgoe              | Andrew Lloyd Webber             | Charles Hart i Richard Stilgoe     |                             |
| Chess                               | Richard Nelson                                     | Benny Andersson i Björn Ulvaeus | Tim Rice i Björn Ulvaeus           |                             |
| H.M.S. Pinafore                     | Bill Whelan                                        | Arthur Sullivan                 | W. S. Gilbert                      |                             |
| Wonderful Town                      | Joseph A. Fields i Jerome Chodorov                 | Leonard Bernstein               | Betty Comden i Adolph Green        |                             |
| 1987                                |                                                    |                                 |                                    |                             |
| Follies                             | James Goldman                                      | Stephen Sondheim                | Stephen Sondheim                   |                             |
| Blues in the Night                  | Sheldon Epps                                       | Diversos artistes               | Diversos artistes                  |                             |
| Kiss Me, Kate                       | Samuel and Bella Spewack                           | Cole Porter                     | Cole Porter                        |                             |
| Up on the Roof                      | Simon Moore i Jane Prowse                          | Diversos artistes               | Diversos artistes                  |                             |
| 1988                                |                                                    |                                 |                                    |                             |
| Candide                             | Hugh Wheeler                                       | Leonard Bernstein               | Richard Wilbur i Stephen Sondheim  |                             |
| Babes in Arms                       | Richard Rodgers i Lorenz Hart                      | Richard Rodgers                 | Lorenz Hart                        |                             |
| Blood Brothers                      | Willy Russell                                      | Willy Russell                   | Willy Russell                      |                             |
| The Wizard of Oz                    | John Kane                                          | Harold Arlen i Herbert Stothart | E. Y. Harburg                      |                             |
| 1989/90                             |                                                    |                                 |                                    |                             |
| Return to the Forbidden Planet      | Bob Carlton                                        | Bob Carlton                     | Bob Carlton                        |                             |
| The Baker's Wife                    | Joseph Stein                                       | Stephen Schwartz                | Stephen Schwartz                   |                             |
| Buddy – The Buddy Holly Story       | Alan Janes                                         | Diversos artistes               | Diversos artistes                  |                             |
| Miss Saigon                         | Claude-Michel Schönberg i Alain Boublil            | Claude-Michel Schönberg         | Alain Boublil i Richard Maltby Jr. |                             |

### 1990s
| Any                                    | Musical                                           | Llibret                                      | Música                                       | Lletres          |
| 1991                                   |                                                   |                                              |                                              |                  |
| -------------------------------------- | ------------------------------------------------- | -------------------------------------------- | -------------------------------------------- | ---------------- |
| 1991                                   | Sunday in the Park with George                    | James Lapine                                 | Stephen Sondheim                             | Stephen Sondheim |
| 1991                                   | Into the Woods                                    | James Lapine                                 | Stephen Sondheim                             | Stephen Sondheim |
| 1992                                   |                                                   |                                              |                                              |                  |
| Carmen Jones                           | Oscar Hammerstein II                              | Bizet                                        | Oscar Hammerstein II                         |                  |
| Phantom of the Opera                   | Ken Hill                                          | Ken Hill                                     | Ken Hill                                     |                  |
| 1993                                   |                                                   |                                              |                                              |                  |
| Crazy for You                          | Ken Ludwig                                        | George and Ira Gershwin                      | George and Ira Gershwin                      |                  |
| Assassins                              | John Weidman                                      | Stephen Sondheim                             | Stephen Sondheim                             |                  |
| Grand Hotel                            | Luther Davis                                      | Robert Wright, George Forrest i Maury Yeston | Robert Wright, George Forrest i Maury Yeston |                  |
| Kiss of the Spider Woman               | Terrence McNally                                  | John Kander                                  | Fred Ebb                                     |                  |
| 1994                                   |                                                   |                                              |                                              |                  |
| City of Angels                         | Larry Gelbart                                     | Cy Coleman                                   | David Zippel                                 |                  |
| Sunset Boulevard                       | Don Black i Christopher Hampton                   | Andrew Lloyd Webber                          | Don Black i Christopher Hampton              |                  |
| 1995                                   |                                                   |                                              |                                              |                  |
| Once on This Island                    | Lynn Ahrens                                       | Stephen Flaherty                             | Lynn Ahrens                                  |                  |
| Copacabana                             | Barry Manilow                                     | Diversos artistes                            | Diversos artistes                            |                  |
| Hot Shoe Shuffle                       | Larry Buttrose i Kathryn Riding                   | Diversos artistes                            | Diversos artistes                            |                  |
| Only the Lonely, The Roy Orbison Story | Shirlie Roden and Jon Miller                      | Keith Strachan                               | Keith Strachan                               |                  |
| 1996                                   |                                                   |                                              |                                              |                  |
| Jolson                                 | Francis Essex i Rob Bettinson                     | Francis Essex i Rob Bettinson                | Francis Essex i Rob Bettinson                |                  |
| Fame                                   | José Fernandez                                    | Steve Margoshes                              | Jacques Levy                                 |                  |
| Hot Mikado                             | David H. Bell                                     | Rob Bowman                                   | David H. Bell                                |                  |
| Mack & Mabel                           | Michael Stewart                                   | Jerry Herman                                 | Jerry Herman                                 |                  |
| 1997                                   |                                                   |                                              |                                              |                  |
| Martin Guerre                          | Claude-Michel Schönberg i Alain Boublil           | Claude-Michel Schönberg                      | Claude-Michel Schönberg i Alain Boublil      |                  |
| Nine                                   | Arthur Kopit                                      | Maury Yeston                                 | Maury Yeston                                 |                  |
| Passion                                | James Lapine                                      | Stephen Sondheim                             | Stephen Sondheim                             |                  |
| 1998                                   |                                                   |                                              |                                              |                  |
| Beauty and the Beast                   | Linda Woolverton                                  | Alan Menken                                  | Howard Ashman i Tim Rice                     |                  |
| Enter the Guardsman                    | Scott Wentworth                                   | Craig Bohmler                                | Marion Adler                                 |                  |
| The Fix                                | John Dempsey                                      | Dana P. Rowe                                 | John Dempsey                                 |                  |
| Lady in the Dark                       | Moss Hart                                         | Kurt Weill                                   | Ira Gershwin                                 |                  |
| 1999                                   |                                                   |                                              |                                              |                  |
| Kat and the Kings                      | David Kramer                                      | Taliep Petersen                              | David Kramer                                 |                  |
| Rent                                   | Jonathan Larson                                   | Jonathan Larson                              | Jonathan Larson                              |                  |
| Saturday Night Fever                   | Various Escriptors                                | Bee Gees                                     | Bee Gees                                     |                  |
| Whistle Down the Wind                  | Patricia Knop, Andrew Lloyd Webber i Gale Edwards | Andrew Lloyd Webber                          | Jim Steinman                                 |                  |

### 2000s
| Any                      | Musical                           | Llibret                                                              | Música                                                               | Lletres                         |
| 2000                     |                                   |                                                                      |                                                                      |                                 |
| ------------------------ | --------------------------------- | -------------------------------------------------------------------- | -------------------------------------------------------------------- | ------------------------------- |
| 2000                     | Honk!                             | Anthony Drewe                                                        | George Stiles                                                        | Anthony Drewe                   |
| 2000                     | Mamma Mia!                        | Catherine Johnson                                                    | Benny Andersson i Björn Ulvaeus                                      | Benny Andersson i Björn Ulvaeus |
| 2000                     | Spend Spend Spend                 | Steve Brown i Justin Greene                                          | Steve Brown                                                          | Steve Brown i Justin Greene     |
| 2000                     | The Lion King                     | Roger Allers i Irene Mecchi                                          | Elton John                                                           | Tim Rice                        |
| 2001                     |                                   |                                                                      |                                                                      |                                 |
| Merrily We Roll Along    | George Furth                      | Stephen Sondheim                                                     | Stephen Sondheim                                                     |                                 |
| Fosse                    | Richard Maltby Jr. i Ann Reinking | Diversos artistes                                                    | Diversos artistes                                                    |                                 |
| The Beautiful Game       | Ben Elton                         | Andrew Lloyd Webber                                                  | Ben Elton                                                            |                                 |
| The Witches of Eastwick  | John Dempsey                      | Dana P. Rowe                                                         | John Dempsey                                                         |                                 |
| 2003                     |                                   |                                                                      |                                                                      |                                 |
| Our House                | Tim Firth                         | Madness                                                              | Madness                                                              |                                 |
| Bombay Dreams            | Meera Syal                        | A. R. Rahman                                                         | Don Black                                                            |                                 |
| Chitty Chitty Bang Bang  | Jeremy Sams                       | Richard M. Sherman i Robert B. Sherman                               | Richard M. Sherman i Robert B. Sherman                               |                                 |
| Taboo                    | Mark Davies Markham               | Boy George                                                           | Boy George                                                           |                                 |
| 2004                     |                                   |                                                                      |                                                                      |                                 |
| Jerry Springer           | Stewart Lee i Richard Thomas      | Stewart Lee i Richard Thomas                                         | Stewart Lee i Richard Thomas                                         |                                 |
| Ragtime                  | Terrence McNally                  | Stephen Flaherty                                                     | Lynn Ahrens                                                          |                                 |
| Thoroughly Modern Millie | Richard Morris i Dick Scanlan     | Jeanine Tesori                                                       | Dick Scanlan                                                         |                                 |
| 2005                     |                                   |                                                                      |                                                                      |                                 |
| The Producers            | Mel Brooks i Thomas Meehan        | Mel Brooks                                                           | Mel Brooks                                                           |                                 |
| Mary Poppins             | Julian Fellowes                   | Richard M. Sherman, Robert B. Sherman, George Stiles i Anthony Drewe | Richard M. Sherman, Robert B. Sherman, George Stiles i Anthony Drewe |                                 |
| The Woman in White       | Charlotte Jones                   | Andrew Lloyd Webber                                                  | David Zippel                                                         |                                 |
| 2006                     |                                   |                                                                      |                                                                      |                                 |
| Billy Elliot             | Lee Hall                          | Elton John                                                           | Lee Hall                                                             |                                 |
| Acorn Antiques           | Victoria Wood                     | Victoria Wood                                                        | Victoria Wood                                                        |                                 |
| The Big Life             | Paul Sirett                       | Paul Joseph                                                          | Paul Sirett                                                          |                                 |
| 2007                     |                                   |                                                                      |                                                                      |                                 |
| Caroline, or Change      | Tony Kushner                      | Jeanine Tesori                                                       | Tony Kushner                                                         |                                 |
| Avenue Q                 | Jeff Whitty                       | Robert Lopez i Jeff Marx                                             | Robert Lopez i Jeff Marx                                             |                                 |
| Spamalot                 | Eric Idle                         | John Du Prez i Eric Idle                                             | Eric Idle                                                            |                                 |
| Porgy and Bess           | DuBose Heyward                    | George Gershwin                                                      | DuBose Heyward i Ira Gershwin                                        |                                 |
| 2008                     |                                   |                                                                      |                                                                      |                                 |
| Hairspray                | Mark O'Donnell i Thomas Meehan    | Marc Shaiman                                                         | Scott Wittman i Marc Shaiman                                         |                                 |
| The Drowsy Chaperone     | Bob Martin i Don McKellar         | Lisa Lambert i Greg Morrison                                         | Lisa Lambert i Greg Morrison                                         |                                 |
| The Lord of the Rings    | Shaun McKenna i Matthew Warchus   | A. R. Rahman, Värttinä i Christopher Nightingale                     | Shaun McKenna i Matthew Warchus                                      |                                 |
| Parade                   | Alfred Uhry                       | Jason Robert Brown                                                   | Jason Robert Brown                                                   |                                 |
| 2009                     |                                   |                                                                      |                                                                      |                                 |
| Jersey Boys              | Marshall Brickman i Rick Elice    | Bob Gaudio                                                           | Bob Crewe                                                            |                                 |
| Zorro                    | Stephen Clark i Helen Edmundson   | Gipsy Kings i John Cameron                                           | Stephen Clark                                                        |                                 |

### 2010s
| Any                               | Musical                                  | Llibret                                              | Música                                               | Lletres           |
| 2010                              |                                          |                                                      |                                                      |                   |
| --------------------------------- | ---------------------------------------- | ---------------------------------------------------- | ---------------------------------------------------- | ----------------- |
| 2010                              | Spring Awakening                         | Steven Sater                                         | Duncan Sheik                                         | Steven Sater      |
| 2010                              | Dreamboats and Petticoats                | Laurence Marks i Maurice Gran                        | Diversos artistes                                    | Diversos artistes |
| 2010                              | Priscilla, Queen of the Desert           | Stephan Elliott i Allan Scott                        | Diversos artistes                                    | Diversos artistes |
| 2010                              | Sister Act                               | Cheri and Bill Steinkellner                          | Alan Menken                                          | Glenn Slater      |
| 2011                              |                                          |                                                      |                                                      |                   |
| Legally Blonde                    | Heather Hach                             | Laurence O'Keefe i Nell Benjamin                     | Laurence O'Keefe i Nell Benjamin                     |                   |
| Fela!                             | Bill T. Jones i Jim Lewis                | Fela Kuti                                            | Fela Kuti                                            |                   |
| Love Never Dies                   | Andrew Lloyd Webber i Ben Elton          | Andrew Lloyd Webber                                  | Glenn Slater                                         |                   |
| Love Story                        | Stephen Clark                            | Howard Goodall                                       | Stephen Clark and Howard Goodall                     |                   |
| 2012                              |                                          |                                                      |                                                      |                   |
| Matilda                           | Dennis Kelly                             | Tim Minchin                                          | Tim Minchin                                          |                   |
| Betty Blue Eyes                   | Ron Cowen i Daniel Lipman                | George Stiles                                        | Anthony Drewe                                        |                   |
| Ghost                             | Bruce Joel Rubin                         | Dave Stewart i Glen Ballard                          | Dave Stewart, Glen Ballard i Bruce Joel Rubin        |                   |
| London Road                       | Alecky Blythe                            | Adam Cork                                            | Alecky Blythe i Adam Cork                            |                   |
| Shrek                             | David Lindsay-Abaire                     | Jeanine Tesori                                       | David Lindsay-Abaire                                 |                   |
| 2013                              |                                          |                                                      |                                                      |                   |
| Top Hat                           | Matthew White and Howard Jacques         | Irving Berlin                                        | Irving Berlin                                        |                   |
| Loserville                        | James Bourne i Elliot Davis              | James Bourne i Elliot Davis                          | James Bourne i Elliot Davis                          |                   |
| Soul Sister                       | John Miller i Pete Brooks                | Diversos artistes                                    | Diversos artistes                                    |                   |
| The Bodyguard                     | Alexander Dinelaris                      | Diversos artistes                                    | Diversos artistes                                    |                   |
| 2014                              |                                          |                                                      |                                                      |                   |
| The Book of Mormon                | Trey Parker, Robert Lopez i Matt Stone   | Trey Parker, Robert Lopez i Matt Stone               | Trey Parker, Robert Lopez i Matt Stone               |                   |
| Charlie and the Chocolate Factory | David Greig                              | Marc Shaiman i Scott Wittman                         | Marc Shaiman i Scott Wittman                         |                   |
| Once                              | Enda Walsh                               | Glen Hansard i Markéta Irglová                       | Glen Hansard i Markéta Irglová                       |                   |
| The Scottsboro Boys               | David Thompson                           | John Kander                                          | Fred Ebb                                             |                   |
| 2015                              |                                          |                                                      |                                                      |                   |
| Sunny Afternoon                   | Joe Penhall                              | Ray Davies                                           | Ray Davies                                           |                   |
| Beautiful                         | Douglas McGrath                          | Gerry Goffin, Carole King, Barry Mann i Cynthia Weil | Gerry Goffin, Carole King, Barry Mann i Cynthia Weil |                   |
| Here Lies Love                    | David Byrne                              | David Byrne i Fatboy Slim                            | David Byrne                                          |                   |
| Memphis                           | Joe DiPietro                             | David Bryan                                          | David Bryan i Joe DiPietro                           |                   |
| 2016                              |                                          |                                                      |                                                      |                   |
| Kinky Boots                       | Harvey Fierstein                         | Cyndi Lauper                                         | Cyndi Lauper                                         |                   |
| Bend It Like Beckham              | Gurinder Chadha i Paul Mayeda Berges     | Howard Goodall                                       | Charles Hart                                         |                   |
| In the Heights                    | Quiara Alegría Hudes                     | Lin-Manuel Miranda                                   | Lin-Manuel Miranda                                   |                   |
| Mrs Henderson Presents            | Terry Johnson                            | George Fenton i Simon Chamberlin                     | Don Black                                            |                   |
| 2017                              |                                          |                                                      |                                                      |                   |
| Groundhog Day                     | Danny Rubin                              | Tim Minchin                                          | Tim Minchin                                          |                   |
| Dreamgirls                        | Tom Eyen                                 | Henry Krieger                                        | Tom Eyen                                             |                   |
| The Girls                         | Tim Firth i Gary Barlow                  | Tim Firth i Gary Barlow                              | Tim Firth i Gary Barlow                              |                   |
| School of Rock                    | Julian Fellowes                          | Andrew Lloyd Webber                                  | Glenn Slater                                         |                   |
| 2018                              |                                          |                                                      |                                                      |                   |
| Hamilton                          | Lin-Manuel Miranda                       | Lin-Manuel Miranda                                   | Lin-Manuel Miranda                                   |                   |
| An American in Paris              | Craig Lucas                              | George Gershwin                                      | Ira Gershwin                                         |                   |
| Everybody's Talking About Jamie   | Tom MacRae                               | Dan Gillespie Sells                                  | Tom MacRae                                           |                   |
| Girl from the North Country       | Conor McPherson                          | Bob Dylan                                            | Bob Dylan                                            |                   |
| Young Frankenstein                | Mel Brooks i Thomas Meehan               | Mel Brooks                                           | Mel Brooks                                           |                   |
| 2019                              |                                          |                                                      |                                                      |                   |
| Come from Away                    | David Hein i Irene Sankoff               | David Hein i Irene Sankoff                           | David Hein i Irene Sankoff                           |                   |
| Fun Home                          | Lisa Kron                                | Jeanine Tesori                                       | Lisa Kron                                            |                   |
| Six                               | Toby Marlow i Lucy Moss                  | Toby Marlow i Lucy Moss                              | Toby Marlow i Lucy Moss                              |                   |
| Tina                              | Katori Hall, Frank Ketelaar i Kees Prins | Tina Turner                                          | Tina Turner                                          |                   |

### 2020s
| Any  | Musical          | Llibret         | Música         | Lletres                       |
| 2020 |                  |                 |                |                               |
| ---- | ---------------- | --------------- | -------------- | ----------------------------- |
| 2020 | Dear Evan Hansen | Steven Levenson | Justin Paul    | Benj Pasek                    |
| 2020 | & Juliet         | David West Read | Max Martin     | Max Martin                    |
| 2020 | Amélie           | Craig Lucas     | Daniel Messé   | Daniel Messé and Nathan Tysen |
| 2020 | Waitress         | Jessie Nelson   | Sara Bareilles | Sara Bareilles                |

## Múltiples premis a Millor Musical

### Cinc premis
- Stephen Sondheim

#### Tres premis
- Andrew Lloyd Webber

#### Dos premis
- Thomas Meehan
- Tim Minchin
- Trevor Nunn
- Hugh Wheeler